# Asterion

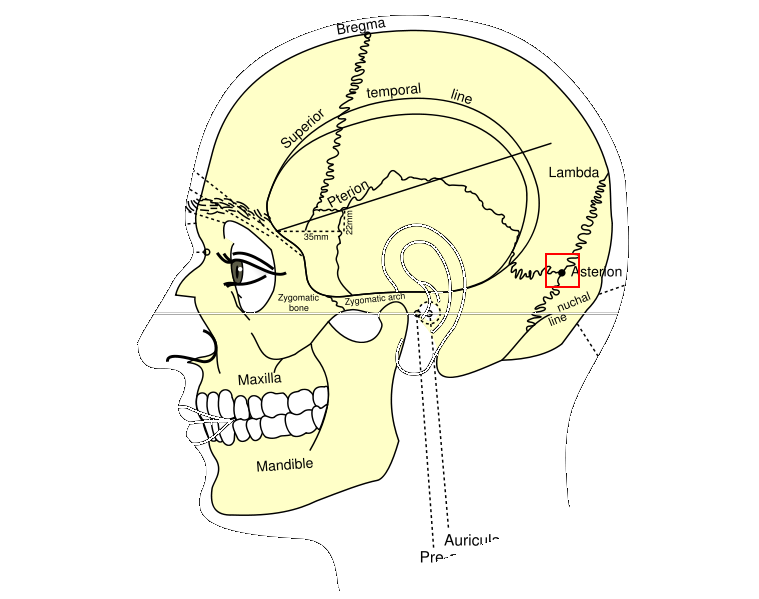
Az emberi koponya (a piros négyzet jelöli az asteriont)

Az emberi anatómiában az asterion olyan pont, amit a koponyaméréstanban használnak. A fülek mögött található, ahol a lambdavarrat (sutura lambdoidea) a parietomastoidális varrat (sutura parietomastoidea) és a occipitomastoidális varrat (sutura occipitomastoidea) találkozik.

## Fontossága
Az idegsebészek tájékozódási pontként használják olyan műtéteknél, ahol biztonságosan kell felnyitni a koponyát.

## Egyéb
A sebészeti szlengben néhányan „Mercedes-pont”-nak nevezik, mert hasonlóságot mutat a Mercedes-Benz logóval.